# فارس بن صفوق الجربا
فارس بن صفوق الجربا (غ.م - الطايرة قرب نصيبين 1319هـ/1901م) شيخ قبيلة شمر في دير الزور، والده الشيخ صفوق بن فارس الجربا الذي حكم قبيلة شمر من 1818-1847م، ووالدته عمشة الحسين آل عساف بنت شيخ طيء. لا يعرف عن بدايته الكثير، إلا أنه فر سنة 1871م حاملًا والدته إلى جبل شمر بعدما أعدم الأتراك أخوه عبد الكريم، وقد نكبت أمه عمشة قبلها بمقتل ابنَها الآخر عبد الرزاق على يد والي ماردين بعدما أهانه فحاول الانتقام للمهانة فقتله الوالي. أما باقي أخوته فهم:عبد الرحمن، ميمون، فرحان

## مشيخته لشمر الزور

أسرة الجربا

عاد فارس إلى العراق سنة 1875م، فسعى إلى كسب ولاء المعارضين لأخيه الشيخ فرحان مِن عشيرته، وبدأ يطالب بالمشاركة مع أخيه المشيخة. فعملت الحكومة للوصول إلى مرحلة ترضي الطرفين، ففي أواخر سنة 1877م أو بداية 1878م تلقى فارس دعوة من حسين باشا قائمقام دير الزور لزيارته، فاتفق معه بإعطائه راتباً شهرياً مقابل حمايته للأمن في أعالي النهرين، وقد منحته الحكومة العثمانية أراضي زراعية سجلت له بالطابو وأعفيت من العشر، وسكن عانة وصارت قبيلته تتجول في بادية الشام والجزيرة معًا، فوزع عليهم الأراضي الزراعية الخصبة. وقد اصطدم مرة أو مرتين مع (العاصي ومجول) أبناء أخيه فرحان، وجرح مجول في إحداها. وقد تعهّد له الوالي بأن يؤيّده على خصومه عاصي ومجول ابنَي الشيخ فرحان، وهكذا أخذت أمور العشيرة في الاستقرار، وإن مرت عليها بعض الأحداث ولكنها ليست بالكبيرة. فاستقر فارس ومن معه من شمر بالقرب من دير الزور وسميت بشمر الزور، بينما بقي فرحان ومن معه من شمر في قلعة شرقاط وسميت بشمر الشرقية، ولكن ظلت الرئاسة والزعامة العليا بيد الشيخ فرحان. ومع الوقت تجمع لدى الشيخ فارس عدد ضخم من قبائل شمر، وأخذت تشكل خطرًا على قائمقامية دير الزور والقبائل التي حولها. لذلك حاول إسماعيل باشا قائمقام دير الزور وهو من أصل عربي ويعرف التفاهم مع شيوخ العشائر أن يعقد اتفاق ودي مع فارس الجربا بحمل بموجبه فارس لقب بك ومنصب إداريًا برتبة قائمقام شمر براتب شهري من الحكومة. وبعدها اتفق فارس الصفوق مع جدعان بن مهيد شيخ الفدعان من عنزة أن لا يغزون بعضهم البعض. وزوّج ابنته عفرة لحاكم بن مهيد. ولكن في ربيع 1303هـ/1885م تعرض الشيخ فارس لغارة شديدة حين غزا فخذ السبعة من عنزة شمر الزور في منطقة جعلوط غرب الخابور، ونهبوا منهم 400 بعير وجرحوا وأسروا منهم آخرين.
مع ذلك فقد أضحت أفخاذ الثابت والفداغة والعليان تحت زعامة فارس بن صفوق أقوى تكتل عشائري غرب الجزيرة. وخلافًا لشمر الشرقية بزعامة فرحان باشا، فإن شمر الزور ظل نوعًا ما يعيش حياة البداوة التقليدية، وأبقى فارس بك العلاقات ودية مع باشا دير الزور، مما سهل من أمور شمر في الغزو واستيفاء الخوة شرط عدم التعرض بالزراعة المتوطنة ولا بالقوافل التي تمر بالطريق بين الموصل وحلب. وكانت النتيجة هي أن القبيلة استمرت في استيفاء الخوة من أكراد سنجار والجبور والحديديين وسائر العشائر الصغيرة على نهر الخابور.

## النزاع مع ابراهيم باشا الملي
لم يرق للحكومة العثمانية أن تكون شمر قوة مهيمنة على أرض الجزيرة، فسلطت عليها عدو جديد وشرس وهو ابراهيم باشا الملي من قبيلة الملان الذي عينه السلطان عبد الحميد قائدا للقوات الحميدية الكردية، فاتخذ من ويران شهر مقرًا له في الجزء الجنوبي من الأناضول. ثم قام بإعداد قواته من الملية الأكراد وبعض القبائل الكردية ومعها السبعة والفدعان العنزية، وبدأ بالتحرش بشمر الزور فشن غارات ونهب مواشيها في منطقة رأس العين وأعالي الخابور وذلك سنة 1898م. فوجه الشيخ فارس ابن أخيه علي بن عبد الرزاق للإغارة على ابراهيم الملي، ولكن تلك الغارة انتهت بأسره وإرساله إلى الأستانة، حيث بقي فيها عدة شهور قبل أن يطلق سراحه ويعود إلى الجزيرة ليثأر من هزيمته. وقد أعانه في تلك المرة ابن عمه محمد بن عبد الكريم بوخوذة، فجهز علي محاربيه، ولكن قبل أن يصل مع رجاله إلى مضارب الملي بالقرب من رأس العين كان ابراهيم باشا قد علم بخططهم ومقدمهم، ففاجأهم اثناء الليل في تل حرمل شرقي رأس العين حبث هزمهم.
بعد الاندحار الثاني طلب الشيخ فارس من ابن أخيه الشيخ العاصي بن فرحان العون ضد هذا العدو الشرس، فكان له ما أراد، فاجتمعت سنة 1901م قبائل شمر كلها تحت قيادة فارس بك والعاصي بن فرحان، وساندتهم أكراد الدكوري والكاكائية وعرب طيء والجبور والشرابين، ولكن لم ينضم إليهم فخذي الفداغة والثابت من شمر الغربية، والسبب في ذلك أن مراعيهما تقع بين عدوييها القويين، قبيلة عنزة وقبيلة الملي، فلم يكن لهما بد من تحاشي معاداة تلك القبيلتين. ومع ذلك فقد توجهت الجموع شمالاً نحو ويرانشهر لتسديد ضربة شديدة ضد ابراهيم باشا. ولكن السلطات العثمانية تدخلت، فأعطت ابراهيم باشا معلومات كاملة عن قوات شمر وتحركاتها، كما أرسلت إليه من دير الزور والموصل بعض القطعات من الجيش العثماني لمساندته ضدهم. وعند وصول القوات الشمرية إلى الأطراف الشمالية من نهر الخابور، كان ابراهيم باشا بانتظارهم. فباغتت قواته شمر وهي متجهة نحو ويرانشهر، فأنزل بها خسائر ثقيلة أدت بها إلى التراجع إلى مضاربها، وخلال انسحابها تعرضت إلى هجمات القبائل المساندة لإبراهيم باشا مثل الفدعان. وخسرت شمر والقبائل المساندة لها مثل طيء والجبور المراعي التي حصلت عليها في تسعينات القرن 19م في الأراضي الواقعة عند مقدمات جبال طوروس، ولم تتمكن شمر من العودة إليها إلا بعد وفاة ابراهيم باشا سنة 1908م.

## وفاته
```
توفي الشيخ فارس بك بن صفوق الجربا سنة 1901م دون أن يترك وريثًا من أبنائه خاصة وأن ابنه مشل باشا لا يزال صغيرًا، فانتقلت قيادة شمر الزور إلى أبناء 
عبد الكريم الجربا
 وأبناء أخيه عبد الرزاق، ومع ذلك فإن رحيل الشيخ فارس قد أعاد وحدة شمر ولو ظاهريًا، إذ أصبح الشيخ عاصي الفرحان هو الشيخ الفعلي على شمر قاطبة بقسميها الشرقي والغربي، إلا أن سلطته كانت ضعيفة على قبائل شمر.
[
20
]
```

## الملاحظات
1. ↑  الخوة هي ضريبة تدفعها العشائر التي تدخل الجزيرة طوعًا أو كرهًا، وهي مقدار معين من الدهن والغنم يدفع إلى شيخ معين من شمر في كل سنة، وتؤخذ الخوة من المستطرق أيضًا، بحيث يجب عليه أن يدفع مقدارًا معينًا من المال عن كل جمل يمر بأرض شمر في الجزيرة وكذلك في القرى التي تدفع ما عليها من الحبوب في كل موسم.[14]